# Guernsey Football Club
El Guernsey Football Club es un club de fútbol de Guernsey de la ciudad de Saint Peter Port en la Dependencia de la Corona británica de Guernsey. Fue fundado en 2011 y juega en la Isthmian League Division One South.

## Historia
En 2010 el equipo de la Guernsey Football Association ganó la FA Inter-League Cup y, como resultado, se clasificó para representar a Inglaterra en la Copa de las Regiones de la UEFA de 2011. Este éxito fue el catalizador que inspiró la creación de un equipo en la isla para competir en el National League System.
El 21 de junio de 2011 la Combined Counties Football League aceptó al Guernsey FC en la Division One, la 10.ª categoría del fútbol inglés. El Guernsey FC se convirtió así en el primer club de las Islas del Canal en competir en el fútbol británico. Debido al coste de los viajes a la isla el club accedió a hacerse cargo de los viajes de ida y vuelta del resto de equipos a Saint Peter Port.
El nuevo equipo jugó su primer partido el 16 de julio de 2011, un amistoso de pretemporada contra el AFC Wimbledon, que comenzó enl a Combined Counties League en 2002 y ascendió a la Football League en 2011. El partido terminó con victoria de los True Dons por 5-6. El Guernsey debutó en liga el 6 de agosto de 2011, ganando 5-0 al Knaphill FC en casa, para después empatar 2-2 en su perimer partido fuera de casa con el Hartley Wintney el 9 de agosto. Sky Sports viajó a Footes Lane para filmar un reportaje sobre el club el 12 de noviembre de 2011 en un partido contra el Feltham FC que se saldó con victoria local 2-0. El Guernsey ganó nueve partidos consecutivos en casa en todas las competiciones al inicio de la temporada 2011/12, perdiendo su primer partido en casa el 21 de enero de 2012 2-3 contra el Eversley FC. El 24 de marzo de 2012 el Guernsey derrotaba por 7-1 al Bedfont Sports y conseguía el ascenso matemático.  El 30 de marzo el club también alcanzaba la final de la Combined Counties Premier Cup, derrotando 4-2 al Guildford City tras la prórroga. En la final el Guernsey se impuso 2-0 al Colliers Wood United también tras la prórroga.
El Guernsey comenzó su segunda temporada en liga en agosto debutando contra el Croydon FC con una contundente victoria por 8-0 en la Combined Counties Football League Premier Division. También participó por primera vez en el FA Vase. Sky Sports volvió a Footes Lane para filmar la ida de las semifinales contra el Spennymoor Town el 23 de marzo de 2013, para que el césped estuviera listo para el juego se utilizó un helicóptero para regarlo.
Con 27 partidos suspendidos durante la temporada por los partidos de copa y por el mal tiempo durante el invierno, el Guernsey se vio obligado a jugar 17 partidos en abril de 2013, 23 partidos en 43 días y los últimos 4 partidos de la temporada en 4 días. Para ayudar al equipo el ex-internacional con Inglaterra, Matt Le Tissier regresó al fútbol activo para jugar el último tramo de la temporada para el Guernsey. Terminando segundos el Guernsey logró el segundo ascenso en dos años.
En abril de 2013 la Football Association confirmó que el Guernsey participaría en la FA Cup 2013-14, con ciertas condiciones, incluyendo estrictas obligaciones financieras, que fueron aliviadas gracias a la campaña 60Saviours, donde 60 personas o grupos pusieron dinero para financiar los partidos del equipo en la FA Cup y en el FA Trophy.

## Presidentes
| Periodo           | Nacionalidad | Presidente    |
| ----------------- | ------------ | ------------- |
| 2011 - Actualidad | Guernsey     | Steve Dewsnip |

## Uniforme
- Uniforme titular: Camiseta verde con lateral blanco, pantalón blanco y medias verdes.
- Uniforme alternativo: Camiseta blanca con mangas verdes, pantalón verde y medias blancas.

## Estadio
El Guernsey Football Club disputas sus partidos como local en el Footes Lane Stadium de Saint Peter Port. El estadio tiene capacidad para unas 5.000 personas. Se inauguró el 28 de junio de 2003 con ocasión de los Juegos de las Islas que ese año se disputaban en Guernsey.

## Temporadas
| Temporada | Categoría | División                                  | Posición      | Asistencia |
| --------- | --------- | ----------------------------------------- | ------------- | ---------- |
| 2011-12   | X         | Combined Counties League Division One     | 1º (ascenso)  | 1.310      |
| 2012-13   | IX        | Combined Counties League Premier Division | 2º (ascenso)  | 1.228      |
| 2013-14   | VIII      | Isthmian League Division One South        | 4º            |            |
| 2014-15   | VIII      | Isthmian League Division One South        | 10º           |            |
| 2015-16   | VIII      | Isthmian League Division One South        | 13º           |            |
| 2016-17   | VIII      | Isthmian League Division One South        | 21º           |            |
| 2017-18   | VIII      | Isthmian League Division One South        | 18º           |            |
| 2018-19   | VIII      | Isthmian League Division One South East   | 18º           |            |
| 2019-20   | VIII      | Isthmian League Division One South East   | sin finalizar |            |
| 2020-21   | VIII      | Isthmian League Division One South East   | sin finalizar |            |
| 2021-22   | IX        | Isthmian League South Central Division    |               |            |

## Entrenadores

### Cronología de los entrenadores
| Periodo           | Nacionalidad | Presidente |
| ----------------- | ------------ | ---------- |
| 2011 - Actualidad | Inglaterra   | Tony Vance |

## Palmarés

### Liga
- Isthmian League Division One South
  - Bota de Oro de la Non-League Paper's National Game Awards 2013–14, Ross Allen (54)[15]
  - Bora de Oro de la Pro Direct Soccer 2013–14, Ross Allen[16]
  - Isthmian League Division One South 2013–14 Team Performance of the Year Award[17]
  - Bota de Oro de la Isthmian League Division One South 2013–14, Ross Allen (46)[17]
- Combined Counties Football League Division One
  - Campeón 2011–12
  - Fair Play Trophy Winner 2011–12[18]
  - Máximo goleador 2011–12, Ross Allen (51)

### Copa
- Combined Counties Football League Premier Challenge Cup
  - Campeón 2011–12[19]